# Giro del Belvedere 2013
Il Giro del Belvedere 2013, settantacinquesima edizione della corsa e valida come evento dell'UCI Europe Tour 2013 categoria 1.2U, si svolse il 1º aprile 2013 su un percorso di 154 km. Fu vinto dallo svizzero Stefan Küng che terminò la gara in 3h36'08", alla media di 42,751 km/h.
Partenza con 184 ciclisti, dei quali 106 portarono a termine la gara.

## Squadre e corridori partecipanti
| N.     | Cod. | Squadra                        |
| ------ | ---- | ------------------------------ |
| 1-6    |      | Trevigiani-Dynamon-Bottoli     |
| 7-12   | AUS  | Australia                      |
| 13-18  |      | BMC Development Team           |
| 19-24  |      | Zalf-Euromobil-Désirée-Fior    |
| 25-30  |      | Team Colpack                   |
| 31-36  | SAK  | Sava                           |
| 37-42  | KAZ  | Kazakistan                     |
| 43-48  |      | Marchiol-Emisfero-Site         |
| 49-54  |      | Palazzago-Fenice-Elledent      |
| 55-60  |      | Chambéry Cyclisme Formation    |
| 61-66  | CCB  | Colorcode-Biowanze             |
| 67-72  |      | Team Food Italia-MG.KVis-Norda |
| 73-78  |      | Bibanese-Gaiaplast-Cardin      |
| 79-84  | STG  | Team Stölting                  |
| 85-90  | SKC  | SKC Tufo Prostějov             |
| 91-96  | WSA  | WSA                            |
| 97-102 |      | Selle Italia-Ati-Ursus         |

| N.      | Cod. | Squadra                         |
| ------- | ---- | ------------------------------- |
| 103-108 |      | Futura Team Matricardi          |
| 109-114 | TIK  | Itera-Katusha                   |
| 115-120 | RAR  | Radenska                        |
| 121-126 |      | FGM-MI Impianti-Cicli De Rosa   |
| 127-132 |      | Delio Gallina-Colosio-Eurofeed  |
| 133-138 |      | G.S. Podenzano                  |
| 139-144 | LOK  | Lokosphinx                      |
| 145-150 | TBJ  | Team Bergstrasse-Jenatec        |
| 151-156 | GMS  | Team Gourmetfein-Simplon        |
| 157-162 |      | Termopiave-Meccanica 2P         |
| 163-168 |      | Maca Loca-Scott                 |
| 169-174 |      | Team Südtirol                   |
| 175-180 | HCL  | Helicopters                     |
| 181-186 | CLG  | Chrobry Lasocki Głogów          |
| 187-192 |      | Cycling Team Friuli             |
| 193-198 |      | U.S. Fausto Coppi-Gazzera Videa |
| 199-204 | SRB  | Serbia                          |

## Ordine d'arrivo (Top 10)
| Pos. | Corridore          | Squadra        | Tempo    |
| ---- | ------------------ | -------------- | -------- |
| 1    | Stefan Küng        | BMC Develop.   | 3h36'08" |
| 2    | Silvio Herklotz    | Team Stölting  | s.t.     |
| 3    | Mitchell Mulhern   | Australia      | a 2"     |
| 4    | Andrea Zordan      | Zalf-Désirée   | a 32"    |
| 5    | Damien Howson      | Australia      | s.t.     |
| 6    | Davide Villella    | Team Colpack   | s.t.     |
| 7    | Stanislaŭ Bažkoŭ   | G.S. Podenzano | s.t.     |
| 8    | Michail Akimov     | Helicopters    | s.t.     |
| 9    | Simone Petilli     | Delio Gallina  | s.t.     |
| 10   | Alessio Mischianti | Futura Team    | s.t.     |